# Helmut Lotti
Helmut Lotti, pseudonimo di Helmut Lotigiers (Gand, 22 ottobre 1969), è un cantante e compositore belga.

## Biografia
Iniziò la propria carriera nei primi anni novanta, pubblicando album come Vlaamse Nachten (1990) e Alles Wat Ik Voel (1992), in cui è evidente l'influenza di Elvis Presley. Nel 1995 decise di cambiare stile e pubblicò una serie di album intitolati Helmut Lotti Goes Classic, che ebbero un enorme successo in Belgio, con buoni risultati di vendite anche all'estero. A partire dal 2000, la sua produzione ha avuta un'ulteriore evoluzione, avvicinandosi al settore della world music con una serie di album di musica latinoamericana, africana e legata ad altre tradizioni etniche.
Complessivamente, Lotti ha venduto nel mondo oltre 13 milioni di album, conquistando 80 dischi di platino e 70 d'oro.
Lotti è un ambasciatore volontario dell'UNICEF.

## Discografia parziale
- Vlaamse Nachten (1990)
- Alles Wat Ik Voel (1992)
- Memories (1993)
- Just for You (1994)
- Helmut Lotti Goes Classic (1995
- Helmut Lotti Goes Classic II (1996
- Helmut Lotti Goes Classic III (1997
- Helmut Lotti Goes Classic Final Edition (1998
- A Classical Christmas with Helmut Lotti (1998)
- Out of Africa (1999)
- Latino Classics (2000)
- Latino Love Songs (2001)
- My Tribute to the King (2002)
- Pop Classics in Symphony (2003)
- Helmut Lotti Goes Classic Edition Especial en Espanol (2003)
- From Russia with Love (2004)
- My Favourite Classics (2006)
- The Crooners (2006)

## Curiosità
Si è esibito nel concerto Eros Ramazzotti & Friends - live in München, cantando Musica è.